# مندی وانگ
مندی وونگ چی من (متولد ۲۱ دسامبر ۱۹۸۲) یک بازیگر هنگ کنگی است که با TVB قرارداد دارد.
مندی وانگ که در هنگ کنگ به دنیا آمد، در خانواده ای تک والد بزرگ شد. وونگ به رقص بسیار علاقه دارد و از سال‌های نوجوانی تمرین می‌کند. او همچنین درجه ۸ را در پیانو کسب کرده بود. او یک خواهر بزرگتر به نام کتی وانگ دارد که متخصص سابق زبان انگلیسی در مرکز آموزشی کینگز گلوری بود. مادر آنها صاحب یک بوتیک لوازم آرایشی در وان چای است.
وونگ حرفه بازیگری خود را با شرکت در مسابقه زیبایی دوشیزه هنگ کنگ ۲۰۰۷ آغاز کرد، جایی که او در بین ۵ فینالیست برتر قرار گرفت. او با بازی خود در درام‌های L'Escargot و شکست بقراط در سال ۲۰۱۲ به شهرت رسید و جایزه بهترین هنرمند زن را در جوایز سالگرد TVB در سال ۲۰۱۲ به دست آورد. در سال ۲۰۱۸، وونگ برای بازی خود در کمدی سه نفری، تحسین منتقدان را به دست آورد، و جوایز بازیگر زن مورد علاقه TVB را در مالزی و سنگاپور در جشن سالگرد ۵۱ سالگی TVB 2018 به دست آورد.